# 드라간 차디코프스키
드라간 차디코프스키(마케도니아어: Драган Чадиковски, 영어: Dragan Čadikovski, 1982년 1월 13일, 세르비아, 베오그라드)는 세르비아 출신의 마케도니아 공화국의 전 축구 선수이다. 현역 시절 포지션은 공격수였다. K리그에서 뛸 당시 등록명은 챠디이다.

## 선수 생활

### 인천 유나이티드
제난 라돈치치가 떠난 자리를 메꿀 용병으로 평가받으며 인천 유나이티드에 입단한 챠디는 2009년 3월 21일 K-리그 2라운드 전남 드래곤즈와의 원정경기와 3월 25일 피스컵 코리아 2009 대전 시티즌과의 경기에서 연속골을 득점하며 기대에 부응하는 듯 했다. 그러나 그 이후 득점을 올리지 못하더니 4월 19일 리그 6라운드 수원 삼성 블루윙즈와의 홈경기에서 유병수가 얻어낸 페널티킥을 실축해 팀 무승부의 단초를 제공했다. 그러나 5월 2일 8라운드 대구 FC와 경기에서 전반전 초반에 골을 기록하여 팀 승리를 이끌어내었다. 이후 꾸준히 경기에 출전하였으나 득점에 가까운 모습을 보여주지 못하면서 부진한 활약을 했고 월드컵 최종예선 기간이후 2군으로 강등되었다.
2010 시즌 여름 이적 시장에서, 인천 유나이티드는 챠디와의 계약 해지를 발표했다.

## 등록명과 관련된 해프닝
현재 지금 그가 달고 있는 챠디라는 예명은 사실 처음부터 챠디 이진 않았는데, 애당초 등록명은 카디 혹은 쟈디 로 준비되어가고 있었다. 하지만 그의 본토 발음에선 그의 이름의 일부인 Čadi를 '카' 혹은 '쟈' 보단 챠라는 악센트가 강하고 또한 그가 원하던 것은 챠디라는 발음이 었으므로 결국 챠디로 결정하게 된다.